# Dolenje Grčevje
Dolenje Grčevje je naselje v Občini Novo mesto.